# 房楠 (萬曆進士)
房楠（1582年—？），字國柱，號潭柘，山東青州府益都縣人，錦衣衛籍。明朝政治人物。

## 生平
其族自曾祖房整由山東益都遷大名府東明縣，因功为錦衣衛百户，遂世居京师。房楠中式萬曆二十九年（1601年）辛丑科進士，大理寺觀政，選授户部山東司主事，监督九门，廉能有声。萬曆三十年（1602年）丁父艱，服闋，補工部主事。萬曆三十四年（1606年）十月，主持营造河南洛阳福王府，排群議，节省帑金無算，歷升员外、郎中。改户部郎中，署管京仓，四十一年升授山西潞安參政。潞州沈藩宗室恃势扰民，房楠多绳之以法，宗室百余人于戟门大噪，官吏皆惶恐惧怕，房楠冠服出見，從容示以大義，衆人皆唯唯而退。四十四年升贵州按察使，被人诬劾降知信阳州。后经東林黨杨涟等人疏薦，复擢户部郎中，天啓四年升陕西右参议，天启五年（1625年）以不附权贵黜归。崇祯二年補應天府通判，三年升刑部主事，本年降调，遂不仕。游历諸名區山水，晚年復居青州，以寿終。著有《道德经臆测》藏于家。

## 家族
曾祖房整，由山東益都遷大名府東明縣，以功为錦衣衛百户，世其官，遂家于京师。祖父房勋，早卒。父房汝中（1541年—1602年），字君正，號繼齋，襲錦衣衛百户。2015年房汝中墓葬在北京海淀区潘庄被发现，出土墓志一合，《敕封承德郎户部山東清吏司主事繼齋房公暨元配贈安人陸氏繼配贈安人姜氏高氏合葬墓誌銘》，由时任國子監祭酒方從哲撰，山西左參政李琦書。
子房之騏，崇禎元年進士，任给事中，明亡仕清，督學山东，官至右布政使。孫房尔祯，青浦縣知縣。